# Kleingebiet Baktalórántháza
Das Kleingebiet Baktalórántháza (ungarisch Baktalórántházai kistérség) war bis Ende 2012 eine ungarische Verwaltungseinheit (LAU 1) im Zentrum des Komitats Szabolcs-Szatmár-Bereg in der Nördlichen Großen Tiefebene. Im Zuge der Verwaltungsreform Anfang 2013 gelangten 12 der 19 Ortschaften (mit 19.521 Ew.) in den nachfolgenden Kreis Baktalórántháza (ungarisch Baktalórántházai járás), die anderen sieben Ortschaften wurden 4 Kreisen zugeordnet, je 2 dem Kreis Kemecse, dem Kreis Kisvárda und dem Kreis Vásárosnamény sowie eine dem Kreis Nyíregyháza.
Ende 2012 lebten auf einer Fläche von 451,73 km² 34.517 Einwohner. Die Bevölkerungsdichte lag mit 76 Einwohnern/km² etwas unterhalb der des Komitats.
Der Verwaltungssitz befand sich in Baktalórántháza (4.037 Ew.), größte Stadt war jedoch Nyírmada (4.885 Ew.). Levelek hatte als Großgemeinde (ungarisch nagyközség) knapp unter 3.000 Einwohner.

## Ortschaften
| Apagy     | Baktalórántháza | Berkesz     | Besenyőd | Laskod     |
| Levelek   | Magy            | Nyíribrony  | Nyírjákó | Nyírkarász |
| Nyírkércs | Nyírmada        | Nyírtass    | Nyírtét  | Ófehértó   |
| Petneháza | Pusztadobos     | Ramocsaháza | Rohod    |            |